# Battaglia di Rijmenam (1578)
La battaglia di Rijmenam fu uno scontro combattuto nell'ambito della guerra degli ottant'anni che si svolse il 31 luglio 1578 presso la città di Rijmenam, nel Brabante (attuale Belgio).

## Antefatto
Dopo la pacificazione di Gand i Paesi Bassi spagnoli erano insorti contro Filippo II di Spagna. Quando il nuovo governatore generale dell'area, il fratellastro di Filippo, don Giovanni d'Austria, giunse nel paese nel novembre del 1576, inizialmente cercò di cooperare con gli Stati Generali dei Paesi Bassi, ma ben presto fece riprendere la guerra. Dal gennaio del 1578 in poi, a don Giovanni vennero inviati nuovi rinforzi tramite la Strada spagnola che lo rafforzarono nell'offensiva. Quasi subito, ottenne una notevole vittoria nella Battaglia di Gembloux. Questo motivò altre potenze straniere a supportare gli olandesi. La regina Elisabetta I d'Inghilterra inviò denaro e truppe, come pure il duca d'Angiò. Questi rinforzi formarono la spina dorsale del ricostituito esercito spagnolo in loco e formarono un accampamento fortificato presso la città di Rijmenam nel luglio del 1578. Il comandante nominale delle forze olandesi era Maximilien de Hénin-Liétard, conte di Boussu. Queste erano composte in gran parte da mercenari inglesi al comando di sir John Norris e di sir Richard Bingham, oltre ad un gruppo di mercenari scozzesi al comando di Robert Stuart, e ugonotti francesi al comando di François de La Noue. Alla vigilia della battaglia si attendevano ulteriori rinforzi da parte di Giovanni I del Palatinato-Zweibrücken, i quali erano in attesa presso Zutphen, ma questi non erano stati ancora pagati e non intervennero. Le forze, pur senza questi rinforzi, contavano su un totale di 18 000 fanti e 2000 cavalieri.
Don Giovanni, dal canto suo, poteva contare su circa 12 000 fanti e 5000 cavalieri. Questa inferiorità numerica lo spinse a premere per accelerare lo scontro prima che potessero giungere sul posto le truppe del conte palatino. Ad ogni modo, nel corso di un consiglio di guerra prima della battaglia il suo secondo in comando, il duca di Parma ed il comandante milanese Gabrio Serbelloni si opposero all'idea in quanto il rischio si presentava troppo elevato. Don Giovanni decise comunque di attaccare.

## La battaglia
Dopo aver trascorso la notte ad osservare i movimenti del nemico, l'esercito di don Giovanni d'Austria attaccò alle prime ore della mattina del 31 luglio 1578. L'esercito olandese si trovava presso il villaggio di Rijmenam, con entrambi i fianchi protetti dalla foresta. Di fronte al nemico vennero scavate delle trincee. Don Giovanni si avvicinò a queste trincee nella speranza che il conte di Bossu si facesse avanti, ma le truppe olandesi rimasero in posizione difensiva. Dopo un'attesa di tre ore, don Giovanni ordinò a una compagnia di moschettieri al comando di Alonso de Leyva ed a tre squadroni di corazzieri al comando del marchese del Monte, di condurre una finta mossa verso il retro del villaggio. Ne seguì una piccola schermaglia, ma né Leyva né Norris, designato all'azione dal Bossum giunsero ad una conclusione.
Ad ogni modo, alcuni soldati inglesi si erano persi nelle linee e questo fece perdere dei rinforzi. Sia gli scozzesi al comando di Stuart che la fanteria spagnola al comando di Fernando de Toledo si trovarono disorientati. Nel contempo l'intera fanteria spagnola iniziò ad avanzare verso le trincee nemiche al comando del duca di Parma a piedi con la propria picca in mano. Nel frattempo, il generale de Toledo respinse le forze di Norris verso il villaggio, ma questi contrattaccò dando anche fuoco ad alcune abitazioni locali. Questo fatto venne male interpretato dagli spagnoli che pensavano che Bossu volesse incendiare il proprio treno rifornimenti. Pensando che l'esercito olandese si stesse ritirando, gli spagnoli spinsero per l'attacco malgrado i ripetuti tentativi di don Giovanni e del duca di Parma per bloccare l'azione. Quando i generali Leyva e Toledo raggiunsero il centro del villaggio, scoprirono di essere caduti nella trappola.
Con l'esercito nemico proprio di fronte, cinquecento moschettieri spagnoli e seicento cavalieri rischiarono la vita. I soldati scozzesi iniziarono a cantare dei salmi e attaccarono gli spagnoli. Nel contempo venne aperto il fuoco dell'artiglieria olandese. Le truppe spagnole rischiavano di essere annientate e lo sarebbero certamente state se non fosse intervenuto il duca di Parma che, con una manovra di cavalleria, riuscì a districare la fanteria da quella pericolosa situazione, ponendo anche fine alla battaglia.

Secondo gli storici olandesi 1000 furono i morti tra le file degli spagnoli, mentre gli spagnoli ne indicarono solo 400, adducendo la perdita di altri elementi come feriti o prigionieri. 

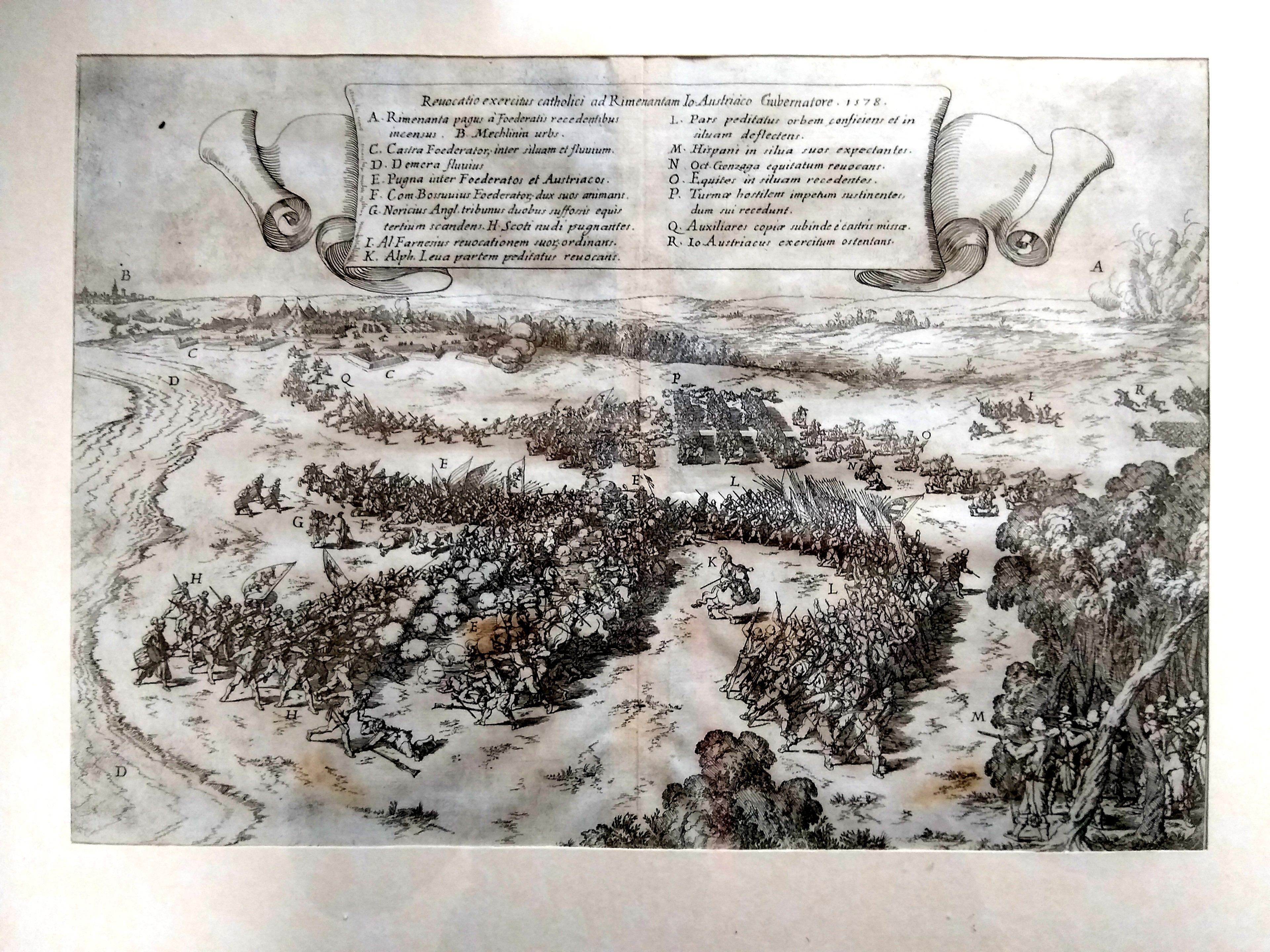
Alonso de Leyva attacca Rijmenam in un'incisione Johann Wilhelm Baur

## Conseguenze
Dopo la battaglia don Giovanni dapprima si ritirò a Tienen, ma ben presto dovette ritirarsi alla città di Namur. Accampatosi in loco, morì di tifo il 1º ottobre 1578.